# Geplänkel

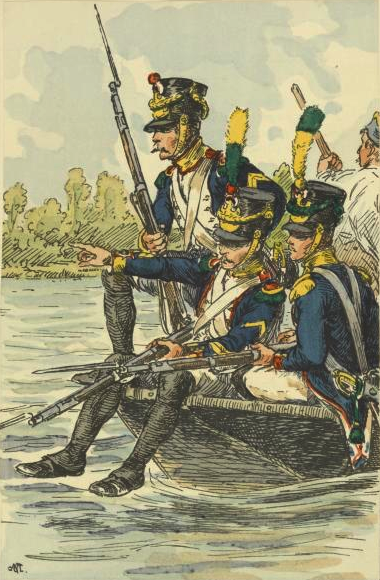
Napoleonische Voltigeure überqueren die Donau vor der Schlacht bei Wagram

Geplänkel war eine Kampftaktik, die dem Zweck diente, den Gegner durch andauernden, wenn auch ineffektiven Beschuss aus der Ruhe zu bringen, zu beschäftigen und zu schwächen. Speziell auf das Geplänkel ausgerichtete Soldaten wurden als Plänkler bezeichnet.
In Meyers Großem Konversations-Lexikon von 1907 heißt es, Geplänkel seien „kleine Beunruhigungen gegenseitiger Vorposten oder Vortruppen durch Angriffe und Feuergefecht.“ Im Deutschen Wörterbuch von Jacob und Wilhelm Grimm wird es als „leichtes gefecht, scharmützel, bei dem vereinzelt bald hier bald dort schüsse fallen“, beschrieben.

## Geschichte
In der griechischen Antike wurden Plänkeltaktiken von den leichten Fußtruppen, den Peltasten, benutzt, um gegen die schwerer gepanzerten Phalangen aus Hopliten vorzugehen. Hierzu bewarfen die Peltastenformationen die Phalanx mit ihren Speeren und zogen sich bei einem Angriff der Phalanx zurück. Sie waren schneller, da sie weniger schwere Bewaffnung und Panzerung trugen, und konnten deshalb den Hopliten entkommen.
Plänkeltaktiken wurden auch zur Zeit des Römischen Imperiums genutzt. Schwach gerüstete Truppen, die Plänkler, rückten nahe an die Linien des Feindes und bewarfen die feindlichen Soldaten beispielsweise mit Steinen. Falls der Feind daraufhin angriff, konnten die leichten Plänkler vor den schwerer gerüsteten Truppen fliehen und sie außer Atem bringen, sodass die eigene Seite Vorteile bei der späteren Schlacht hatte.
In der Zeit der Napoleonischen Kriege wurden, meist vor dem Beginn der eigentlichen Schlacht, so genannte Tirailleure bzw. Jäger oder Chasseure (auch leichte Infanterie genannt) zum Lockern der gegnerischen Linien verwendet, indem sie, selbst in loser Formation, durch gezielte Schüsse vornehmlich Verbindungseinheiten herausschossen. Diese Kampftaktik wurde als Plänkeln bezeichnet.
Geplänkel bezeichnet auch ein weniger ernsthaftes Gefecht, beispielsweise in einer Fehde. Ein Wortgeplänkel ist eine verbale Auseinandersetzung von geringer Dauer und Intensität, in Knaurs Nachschlagewerk von 1985 auch beschrieben als „Neckerei“.